# 宮原明
宮原 明（みやはら あきら、1939年6月19日-）は、日本の実業家。富士ゼロックス（現:富士フイルムビジネスイノベーション）代表取締役社長、学校法人関西学院理事長などを歴任した。

## 略歴
1939年6月19日、大阪府生まれ。明星高等学校を卒業。1962年3月に関西学院大学商学部を卒業。同年、富士写真フイルム（現富士フイルムホールディングス）に入社。1971年に富士ゼロックスに転じる。その後、同社にて、1992年代表取締役社長、1998年代表取締役副会長。2002年相談役。2003年学校法人国際大学副理事長。2006年大京取締役。オリックス社外取締役、富士火災海上保険社外取締役なども歴任。
この他、1995年4月から2006年6月まで社団法人経済同友会幹事、1998年から2000年まで社団法人ビジネス機械・情報システム産業協会会長 などを務めた。2013年4月1日から、学校法人関西学院理事長を務めている。